# Primula coerulea
Primula coerulea är en viveväxtart som beskrevs av George Forrest. Primula coerulea ingår i släktet vivor, och familjen viveväxter. Inga underarter finns listade i Catalogue of Life.